# 克萊因山

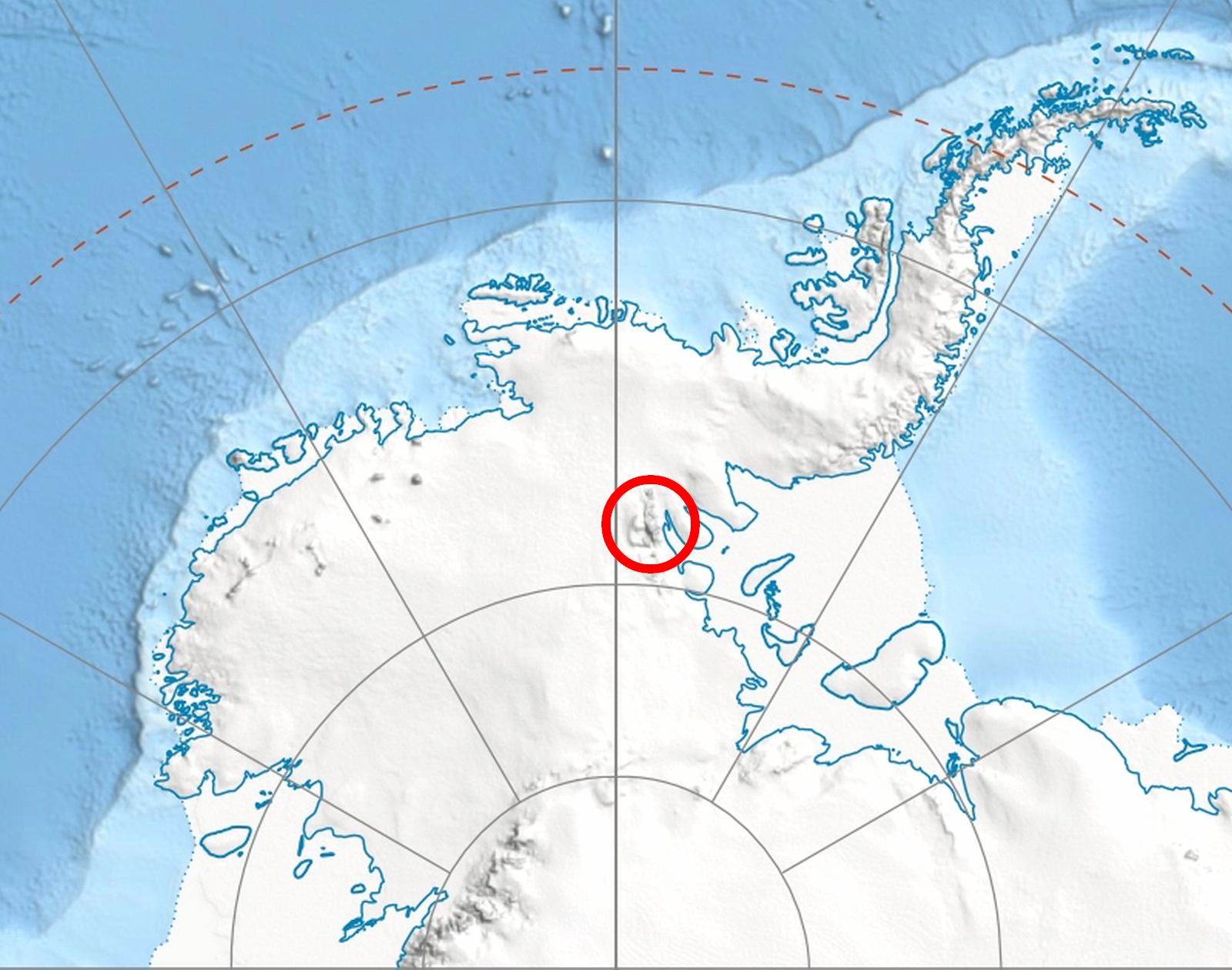

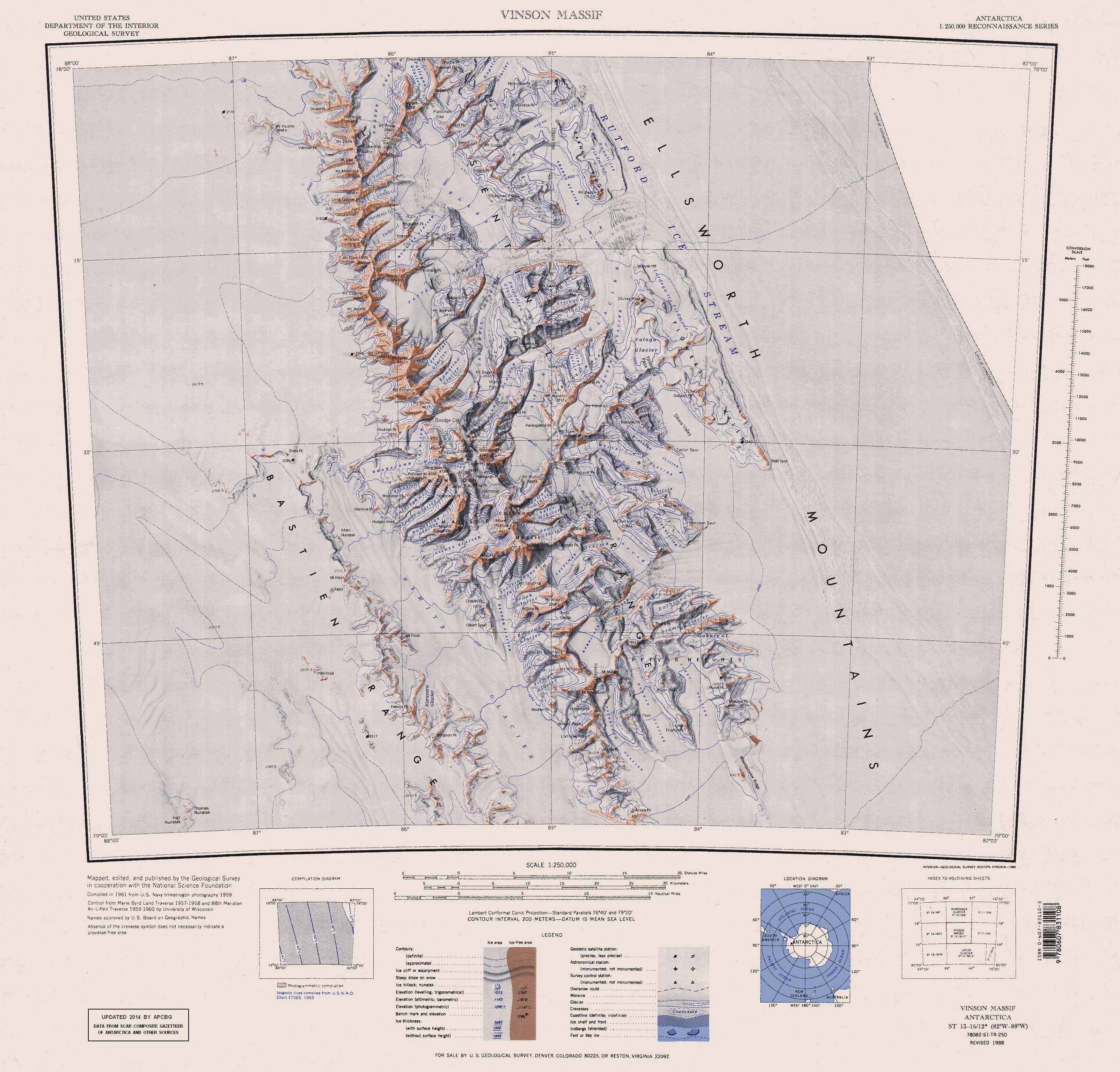

克萊因山（英語：Mount Klayn），是南極洲的山峰，位於埃爾斯沃思地，屬於埃爾斯沃思山脈中巴斯蒂安山脈的一部分，處於埃雷塔峰東南面17.43公里和伊切夫冰原島峰以南4.83公里，海拔高度2,400米，以地質學家命名，現時由南極條約體系管理。